# Зита Гильовска
Зѝта Янѝна Гильо̀вска, с родово име Напо̀лска (на полски: Zyta Janina Gilowska) е полска икономистка и политик, професор, министър на финансите и вицепремиер (2006, 2007 – 2008), член за Съвета за парична политика (2010 – 2013), депутат в Сейма, IV и VI мандат (2001 – 2005, 2007 – 2008).

## Биография
Зита Гильовска е родена на 7 юли 1949 година в Нове Място Любавске. Завършва Института за икономически науки на Варшавския университет със специалност иконометрия.
В периода 1972 – 1985 година работи като преподавател в Люблинския университет. Там през 1981 година защитава докторска дисертация. В 1986 година започва да води лекции в Люблинския католически университет. През 1994 година се хабилитира. В годините 1991 – 1996 преподава в Националното училище по публична администрация. От 1996 до 2000 година е лектор във Варшавския университет. През 1999 година и е присъдена титлата професор на икономическите науки.
В своята научна дейност Зита Гильовска има около 250 публикации в областта на децентрализацията на публичните финанси, икономиката на местната самоуправа, регионалните политики и организацията и функционирането на сектора на публичните финанси.
През 90-е години се изявява като деятелка на местното самоуправление. Участва в създаването на Националния Сеймик на териториалното самоуправление и е негов заместник-председател (1990 – 1994).
Влиза в политиката през 2001 година, когато е избрана за депутат в Сейма, IV мандат. През 2006 година е номинирана за вицепремиер и министър на финансите в правителството на Кажимеж Марчинкевич. Изпълнява същите функции и при сформираното правителство на Ярослав Качински. В 2010 година е избрана за член на Съвета за парична политика.
Зита Гильовска умира на 5 април 2016 година.